# James Nasmyth
James Hall Nasmyth (Edimburgo, 19 de agosto de 1808 — 7 de maio de 1890) foi um engenheiro e inventor escocês.
É conhecido pela invenção do martelo a vapor. Foi co-fundador da Nasmyth, Gaskell and Company, fabricante de máquinas ferramenta.